# Ponte da Amizade Afeganistão-Uzbequistão
A Ponte da Amizade Afeganistão-Uzbequistão é uma ponte rodoviária e ferroviária na fronteira Afeganistão-Uzbequistão. Liga os dois países na região de Darvaz, cruzando o rio Amu Dária, na localidade de Hairatan (província de Balkh, Afeganistão), ligando-a a Termez (Uzbequistão). É o único caminho que atravessa a fronteira afegano-uzbeque.
Foi construída na década de 1980 pelos soviéticos. Foi encerrada em maio de 1996 quando as forças dos Taliban tomaram o controlo de Mazār-e Šarīf, forçando os rebeldes uzbeques a retirar-se para o Uzbequistão. Foi reaberta em 9 de dezembro de 2001.